# Aurélie Carmona
Aurélie Carmona est une joueuse française de basket-ball, née le 1er juillet 1987 à Lyon (Rhône).

## Biographie
Après ses débuts à Saint-Vallier (Drôme), puis en minimes à Villeurbanne et le centre de formation de Voiron, elle rejoint Aix-en-Provence, mais n'y trouve guère de temps de jeu et à l'été 2006 ; elle signe à Templet-sur-Lot. Remarquée en Ligue 2 à Armentières, elle s'engage à l'été 2012 avec Arras.
Après deux saisons en en Ligue féminine de basket (LFB) dans le Pas-de-Calais, où elle se lie avec le handballeur Antony Collet, Aurélie Carmona s’engage durant l'été 2014 avec Roche Vendée Basket Club en Ligue féminine 2 (LF2) pour deux saisons. Elle connaît un bon début de saison 2014-2015 avec notamment 18 unités lors de la 5e journée de LF2, qui met le club en position de leader invaincu.
Absente des terrains depuis le 15 décembre 2015 à la suite d’un accident de travail lors d’un entraînement, elle ne parvient pas à renouer avec la compétition en octobre 2016 et est licenciée pour motif personnel par Roche Vendée le 15 février 2017.

## Clubs
- 2000-2001 : Ampuis
- 2001-2002 : Saint-Jean-de-Muzols
- 2002-2003 : Étoile de Voiron Basket Féminin
- 2003-2006 : Aix-en-Provence
- 2006-2007 : Le Temple-sur-Lot
- 2007-2010 : US Laveyron (NF1)
- 2010-2011 : Union Lyon Basket Féminin (LF2)
- 2011-2012 : SO Armentières (LF2)
- 2012-2014 : Arras Pays d'Artois Basket Féminin
- 2014-2015 : Roche Vendée Basket Club